# Gornji Cerovac
Gornji Cerovac is een plaats in de gemeente Slunj in de Kroatische provincie Karlovac. De plaats telt 112 inwoners (2001).